# Macabre
Macabre är den japanska gruppen Dir en greys andra fullängdsalbum. Det gavs ut i september 2002.

## Låtar
1. Deity
2. Myaku
3. Riyuu
4. egnirys cimredopyh +)_____ an injection
5. Hydra
6. Hotarubi
7. [KR]cube
8. Berry
9. MACABRE -Sanagi no Yume wa Ageha no Hane-
10. Audrey
11. Rasetsukoku
12. Zakuro
13. Taiyou no Ao